# Diana Matheson
Diana Matheson (ur. 6 kwietnia 1984 w Mississauga w Ontario) – kanadyjska piłkarka, reprezentantka Kanady, w której zadebiutowała w 2003 w meczu przeciwko Norwegii w Pucharze Algarve. Ostatnim jak dotychczas klubem w którym grała jest Lillestrøm SK Kvinner. Obecnie bez klubu. Zdobywczyni wraz z reprezentacją Kanady trzeciego miejsca na Letnich Igrzyskach Olimpijskich w Londynie podczas których zdobyła jedyną bramkę w meczu przeciwko Francji. Złota medalistka igrzyskach panamerykańskich w Guadalajarze, zaś cztery lata wcześniej w Rio de Janeiro brązowa medalistka. Zwyciężczyni i finalista Złotego Pucharu CONCACAF.

## Życie prywatne
W 2007 roku studiowała na Princeton University ekonomię. Ma dwójkę rodzeństwa: siostrę Kathryn urodzoną w 1986 i brata Stuarta - urodzony w 1981.